# Бакиев, Максим Курманбекович
Максим Курманбекович Бакиев (27 октября 1977, Куйбышев) — младший сын бывшего президента Кыргызстана Курманбека Бакиева.

## Биография
Родился в 1977 году в Куйбышеве (РСФСР), куда его отец Курманбек Бакиев в 1968 году поехал учиться в Куйбышевском политехническом институте, но женился, а после армии работал на заводе имени Масленникова. Мать Татьяна Васильевна Петрова — уроженка Куйбышева. Старший брат — Марат (1970), юрист. В 1979 году отец увёз семью в Кыргызстан. В 1994 году Максим окончил среднюю школу в посёлке Казарман Джалалабадской области Кыргызстана и поступил на юридический факультет Киргизко-российского славянского университета в Бишкеке. Отец c 1985 года работал директором завода «Профиль» МЭП СССР на своей родине — Южном Кыргызстане, а затем в 1995 году стал акимом (губернатором) Джалалабадской области. В 1997 году Максим обучался в Великобритании, в 1998 — в США.
В 1997 году работал в частной юридической компании в «Интерправо». Так же являлся членом консультационного совета при правлении английского холдинга BCB Solution Limited по вопросам консультативной поддержки развивающихся стран и развития консультационного бизнеса в странах Ближнего и Среднего Востока
В 2005 году поступил в Дипломатическую академию МИД России, заняв одно из двух предоставленных Россией Кыргызстану места в этом учебном заведении, но был отчислен с первого курса «за систематические пропуски учебных занятий».
С 2005 года — международный консультант, эксперт по стратегическому планированию, геоэкономике, маркетингу, логистике управления качеством, правовым и финансовым вопросам.
Был начальником предвыборного штаба своего отца во время президентской кампании 2009 года.
С 29 октября 2009 года до переворота в апреле 2010 года был директором Центрального агентства по развитию, инвестициям и инновациям (ЦАРИИ) Кыргызской Республики.
После революции 7-апреля бежал из страны. Был заочно приговорён к 30 годам лишения свободы.

## Бизнес
В июле 2006 года Максим на паях с банкиром, предпринимателем Валерием Белоконём зарегистрировал в Латвии инвестиционную фирму Maval Aktivi (Maval Aktiviti). Белоконь — владелец «Манас Банка» и партнёр Максима Бакиева по бизнесу: они имели множество совместных «проектов, связанных с горнодобывающей отраслью, банковской сферой, нефтью, газом и недвижимостью в России, Казахстане, Южной Америке, на Украине и даже в Африке», включая издательство Who is Who in Latvia и пивоварню Kimmels Riga. Совместно с Максимом — совладельцы футбольного клуба Blackpool Football Club (в 2010 году вышел в премьер-лигу).
Осенью 2006 года, потребовав отставки президента Бакиева, оппозиция обвинили детей главы государства в незаконной приватизации государственной собственности: в частности, упоминалась приватизация «Бител», КООРТ (Киргизское общественное образовательное радио и телевидение), а также цементно-шиферного завода и шампанвинкомбината. Организатором сделок по продаже принадлежавших государству Кантского цементно-шиферного комбината и Бишкекского шампанвинкомбината «подставным лицам» назывались Максим Бакиев и первый вице-премьер правительства Кыргызстана Данияр Усенов.
По итогам тендеров на продажу 13 ведущих предприятий республики — таких как международный аэропорт «Манас», «Кыргызтелеком», «Северэлектро», «Кыргызгаз» и др. крупные пакеты акций оказались в доверительном управлении у киргизского холдинга MGN Group. Генеральным директором холдинга был гражданин США Евгений Гуревич, ближайший бизнес-партнёр Максима Бакиева. Гуревич сложил с себя полномочия руководителя после того, как в марте 2010 года в Италии был выдан ордер на его арест по обвинению в «мошенничестве, отмывании 2,7 миллиарда долларов, контрабанде наркотиков, бриллиантов и связях с международными оргпреступными сообществами».
Теплые отношения Максим Бакиева со многими западными компаниями в дальнейшем превратили Кыргызстан в оффшорную зону, и добытые компаниями коррупционным путём, сокрытые от налогов деньги, начали храниться в АзияУниверсалБанке, негласно принадлежавшего сыну президента.
«Он любил играть в карты колодой из чистого золота», — писали о Бакиеве журналисты, сообщая, что тот в нищей стране являлся «главным раздражителем для толпы».

## Личная жизнь
Жена Максима — Айжана Кененбаева, дочь бывшего мэра Бишкека, воспитывают дочь (2009).
Во время переворота Максима Бакиева в Кыргызстане не было. Он находился в США, где планировал принять участие в ежегодных киргизско-американских консультациях. Позднее сообщалось, что младший сын Курманбека Бакиева прилетел в Латвию.

## Судебное преследование
6 мая был объявлен в международный розыск по каналам Интерпола по обвинениям в злоупотреблении полномочиями и нецелевом использовании государственного кредита а также в том, что фирмы, подконтрольные ему, покупали по заниженным ценам газ, в результате чего государству нанесён ущерб на сумму 731 млн сомов (более 16 млн долларов).
По сообщениям СМИ после переворота находился в Латвии. Объявлен в международный розыск по каналам Интерпола, и в результате был задержан в Англии 15 июня 2010 года. Ждёт ответ на свой запрос о политическом убежище в Великобритании.
12 октября 2012 года Максим Бакиев был задержан в Лондоне по запросу ФБР, которое обвинило его в мошенничестве с ценными бумагами. Тогда суд отпустил его под залог 250 тысяч фунтов стерлингов. Заседание суда по делу об экстрадиции в США состоялось 7 декабря 2012 года в Лондоне.
Адвокат Максима Бакиева заявил, что дело его подзащитного имеет политическую подоплёку и связано с американской базой в аэропорту «Манас» в Бишкеке. Однако со стороны обвинения суду были представлены документы, подтверждающие участие Максима Бакиева в операциях с ценными бумагами, с использованием инсайдерской информации, на биржах Нью-Йорка, Лондона и Мадрида. После 25-минутного заседания Бакиев-младший был отпущен и следующее слушание перенесено на 13 мая 2013 года.
По информации американского посольства в КР, США запросили Великобританию об экстрадиции М. Бакиева для того, чтобы он предстал перед федеральным судом США по серьёзным обвинениям: сговор с целью совершения мошенничества с ценными бумагами и воспрепятствование осуществлению правосудия. Если вина М. Бакиева будет доказана, то, по словам американских дипломатов, в США его ждет длительное тюремное заключение.
В мае 2013 года Вестминстерский магистратский суд в Лондоне закрыл дело об экстрадиции Максима Бакиева в США. Как объяснили представители суда, это было сделано в связи с тем, что запрос об экстрадиции был отозван американской прокуратурой.
В Кыргызстане Генпрокуратура КР вменила ему соучастие в убийстве мирных граждан во время апрельской революции 2010 года. Тогда при штурме Белого дома погибло 84 человека. Военная прокуратура требует привлечь Максима Бакиева, как члена ОПГ, созданного братом экс-президента КР Жанышем Бакиевым. Он также проходит по делу об убийстве экс руководителя администрации президента Медета Садыркулова, которое спланировал Жаныш Бакиев.